# La Pintada (ort)
La Pintada är en ort i Colombia.   Den ligger i departementet Antioquía, i den centrala delen av landet, 210 km nordväst om huvudstaden Bogotá. La Pintada ligger 602 meter över havet och antalet invånare är 5 342.
Terrängen runt La Pintada är huvudsakligen kuperad, men österut är den bergig. La Pintada ligger nere i en dal. Runt La Pintada är det ganska tätbefolkat, med 104 invånare per kvadratkilometer. Närmaste större samhälle är Santa Bárbara, 14,6 km norr om La Pintada. I omgivningarna runt La Pintada växer i huvudsak städsegrön lövskog.